# Oye (Nigeria)
Oye è una città della Repubblica Federale della Nigeria appartenente  allo Stato di Ekiti. È il capoluogo dell'omonima area a governo locale (local government area) che conta una popolazione di 134.210 abitanti.